# Райхенбах (притока Кохера)
Райхенбах (нім. Reichenbach) — річка в Німеччині, протікає по землі Баден-Вюртемберг. Загальна довжина річки — 3,5 км.
Річкова система річки — Кохер → Неккар → Рейн. 